# Mecca and the Soul Brother
Mecca and the Soul Brother è l'album in studio d'esordio del duo hip hop statunitense formato da Pete Rock & CL Smooth, pubblicato il 9 giugno 1992 dalla Elektra.
Dall'album sono estratti tre singoli: Straighten It Out, Lots Of Lovin' e They Reminisce Over You (T.R.O.Y.), questi ultimi due capaci di arrivare al primo posto nella Billboard Hot Rap Singles.
La cassetta e la versione 2xLP contengono due tracce bonus, The Creator (Remix) e Mecca And The Soul Brother (Remix).

## Background
Mecca and the Soul Brother segue la scia del precedente EP del duo, All Souled Out, pubblicato nel 1991. A scapito del successo da parte della critica, il disco non ha un buon risultato commerciale rispetto ad altri lavori pubblicati nel 1992 come The Chronic di Dr. Dre. Il primo singolo dell'album, They Reminisce Over You (T.R.O.Y.), è dedicato a Trouble T Roy, amico del duo deceduto qualche anno prima: la canzone diviene una signature song, e in seguito una delle più apprezzate del genere.
Altri argomenti dell'album variano dalla vita nel ghetto (Ghettos of the Mind), agli insegnamenti della Nation of Islam (Anger in the Nation), al contrabbando (Straighten It Out) e all'amore (Lots of Lovin').

## Ricezione e critica
L'album ottiene notevole risonanza, tanto che il duo è paragonato ai Gang Starr, formati anche loro da un MC e un DJ/producer. Mecca and the Soul Brother è inserito nelle colonne sonore dei film Nella giungla di cemento, Poliziotti per caso e Poetic Justice.
Il disco ottiene un parere favorevole da parte del Baltimore Sun, dal The New York Times e dalla rivista Spin. Entertainment Weekly vota con un C+, per RapReviews l'album è da 9.5/10, l'Enciclopedia Virgin gli assegna 4 stelle su 5, mentre per AllMusic e Rolling Stone Mecca and the Soul Brother è da 5 stelle su 5.
Per la rivista musicale The Face, Mecca and the Soul Brother è l'ottavo album del 1992, mentre il singolo They Reminisce Over You (T.R.O.Y.) è la diciannovesima canzone dell'anno.
Nel 2008 about.com stila una lista dei 100 migliori album hip hop della storia, includendo Mecca and the Soul Brother alla posizione numero 37.

## Tracce
1. Return Of The Mecca - 5:44
2. For Pete's Sake - 5:54
3. Ghettos Of The Mind - 5:03
4. Lots Of Lovin' (Prodotto da Novelle Hodge) - 5:09
5. Act Like You Know - 4:01
6. Straighten It Out - 4:13
7. Soul Brother #1 - 4:30
8. Wig Out - 4:07
9. Anger In The Nation - 5:33
10. They Reminisce Over You (T.R.O.Y.) - 4:46
11. On And On - 5:12
12. It's Like That - 3:57
13. Can't Front On Me - 4:16
14. The Basement featuring Deda, Grap Luva, Heavy D, Rob O - 5:05
15. If It Ain't Rough, It Ain't Right - 5:05
16. Skinz featuring Grand Puba - 4:15

## Classifiche
| Classifica (1992)         | Posizione massima |
| ------------------------- | ----------------- |
| Stati Uniti               | 43                |
| US Top R&B/Hip-Hop Albums | 7                 |